# Cryptolabis (Cryptolabis) roundsi
Cryptolabis (Cryptolabis) roundsi is een tweevleugelige uit de familie steltmuggen (Limoniidae). De soort komt voor in het Neotropisch gebied.